# Aichi prefektur
Aichi prefektur (愛知県, Aichi-ken) är en prefektur i Chuburegionen på Honshu i centrala Japan. Befolkningen uppgår till cirka 7,4 miljoner.
Tillsammans med Gifu prefektur, Shizuoka prefektur och Mie prefektur så tillhör Aichi området Tōkai.

## Historia
Ursprungligen var Aichi indelat i tre provinser: Owari, Mikawa och Ho. Efter Taikaeran förenades Mikawa och Ho till en enhet 645. Efter avskaffandet av Han-systemet 1871 inrättades Owari, med undantag av halvön Chita Peninsula, som delar av Nagoya prefektur medan Mikawa tillsammans med halvön Chita utgjorde prefekturen Nukata. Nagoya prefektur bytte namn till Aichi i april 1872 och den 27 november samma år införlivades även Nukata.

## Administrativ indelning
Prefekturen var år 2016 indelad i 38 städer (市, -shi) och 16 landskommuner (köpingar, 町, -chō och byar, 村, -mura).
De 16 landskommunerna grupperas i sju distrikt (-gun). Distrikten har ingen egentlig administrativ funktion utan fungerar i huvudsak som postadressområden.. 
Nagoya har speciell status som signifikant stad (seirei shitei toshi).
Städer:
- Aisai, Ama, Anjo, Chiryū, Chita, Gamagori, Handa, Hekinan, Ichinomiya, Inazawa, Inuyama, Iwakura, Kariya, Kasugai, Kitanagoya, Kiyosu, Komaki, Kōnan, Miyoshi, Nagakute, Nagoya, Nishio, Nisshin, Okazaki, Obu, Owariasahi, Seto, Shinshiro, Tahara, Takahama, Tokoname, Tokai, Toyoake, Toyohashi, Toyokawa, Toyota, Tsushima, Yatomi

Distrikt och landskommuner:
| - Aichi distrikt: - Tōgō - Ama distrikt - Ōharu - Kanie - Tobishima-mura (飛島村) - Chita distrikt - Agui - Taketoyo - Higashiura - Mihama, Aichi - Minamichita | - Kitashitara distrikt - Shitara-chō (設楽町) - Tōei-chō (東栄町) - Toyone-mura (豊根村) - Nishikasugai distrikt - Toyoyama-chō (豊山町) - Niwa distrikt - Ōguchi - Fusō - Nukata distrikt - Kōta |

## Evenemang

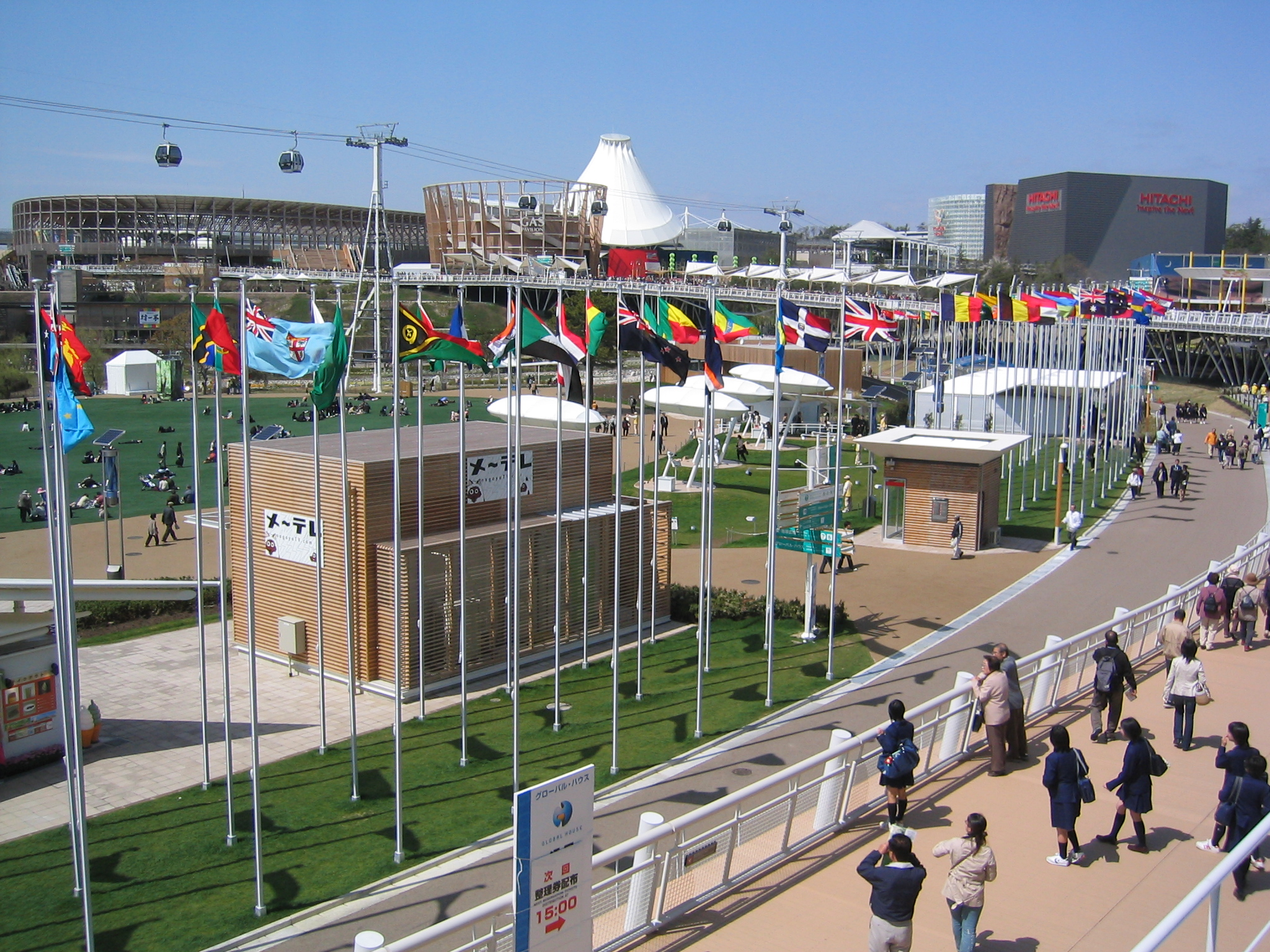
Expo 2005

Mellan 25 mars och 25 september 2005 pågick Världsutställningen i Aichi 2005.

## Turism

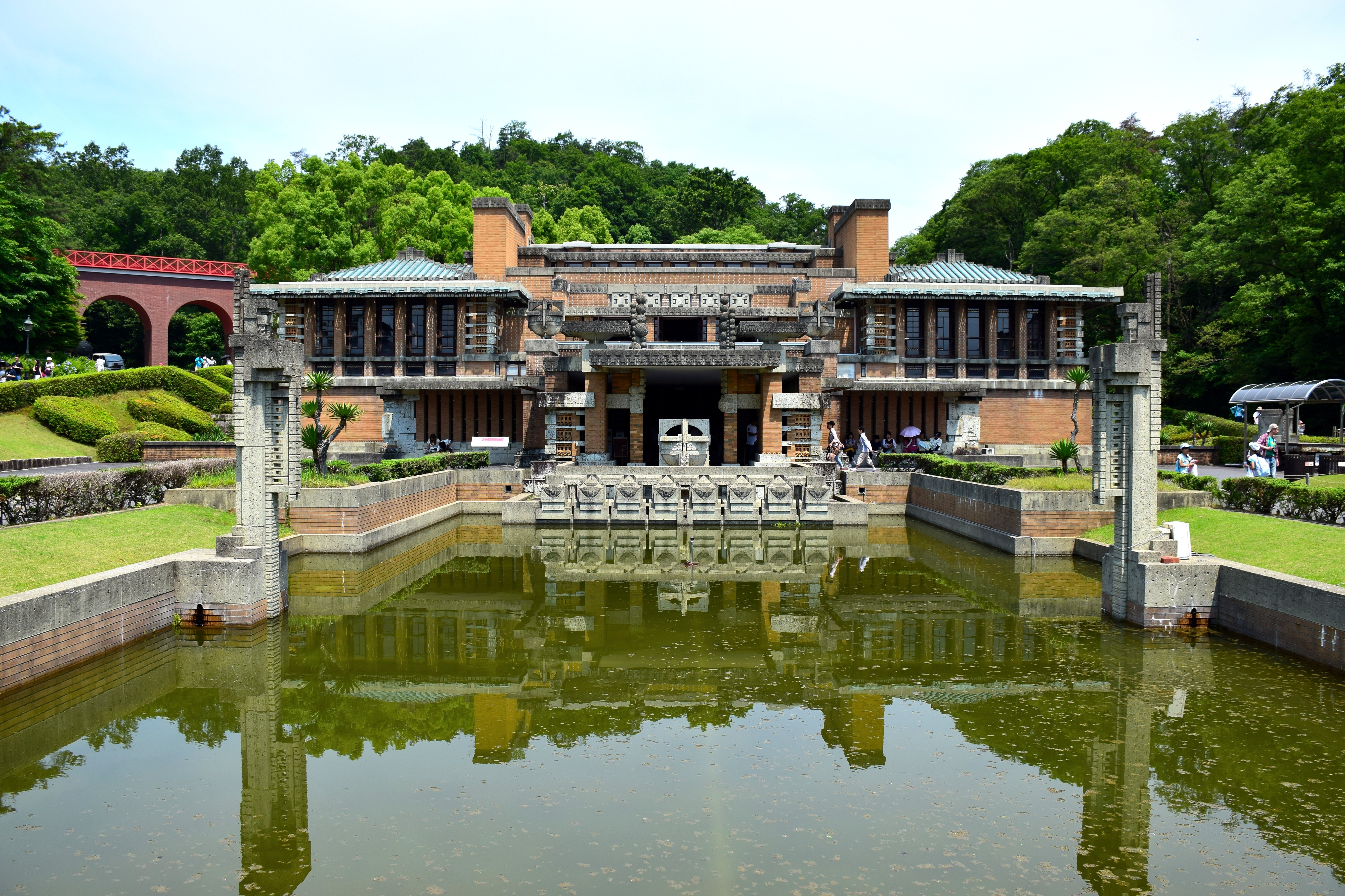
Meiji-mura i Inuyama bevarar lobbyn i det gamla Frank Lloyd Wright-ritade Imperial Hotel

Besöksvärda i Aichi prefektur är bland annat Meiji-mura, ett friluftsmuseum utanför Inuyama, vilket bevarar historiska byggnader från Japans Meiji och Taisho samt den rekonstruerade lobbyn av Frank Lloyd Wrights gamla Imperial Hotel (vilket fanns i Tokyo från 1923 till 1967). 
En annan plats i Aichi inkluderar en tur på Toyotas bilfabrik i staden med samma namn, apparken i Inuyama, och slottet i Nagoya, Toyohashi, och Inuyama.
På grund av Aichis läge längs östra kusten, finns här några vackra utsiktsplatser, men ingen större strandort som i grannprefekturen Shizuoka.  Snarare är det så att de flesta attraktionerna är gjorda av människor och handlar om regionens historia eller tekniska underverk.